# Arístides Villanueva
Juan Bautista Arístides Villanueva (Mendoza, Argentina, 11 de agosto de 1825 - Río Cuarto, Córdoba, Argentina, 7 de agosto de 1900) fue un comerciante y político argentino, que se desempeñó como gobernador de la Provincia de Mendoza entre 1870 y 1873.

## Biografía
Arístides Villanueva nació el 11 de agosto de 1825 en la ciudad de Mendoza, hijo de José María Villanueva Pelliza y de Juana Chenaut Moyano; Villanueva tuvo una hermana, llamada Carolina. En 1844, Villanueva contrajo matrimonio con Vicenta Doncel en San Juan; tuvo dos hijos, Guillermo y Vicenta Villanueva.

## Trayectoria política
Ocupó diversos cargos públicos provinciales y nacionales. Fue Ministro de Guerra y Marina de la Nación. Fue también Presidente de la Cámara de Diputados de la Nación Argentina del 4 de mayo de 1864 al 30 de abril de 1865. Más tarde ocupó el cargo de Gobernador de la Provincia de Mendoza desde el 20 de noviembre de 1870 hasta el 11 de octubre de 1873. Sucedió a su primo Nicolás Villanueva, que había iniciado una época en la Historia de Mendoza conocida como la de los "gobiernos de familia".
Fue un gran impulsor de la educación durante su mandato. Entre otras medidas al respecto, en junio de 1871 resolvió llevar a cabo la restauración de la que hasta entonces se denominaba "Biblioteca Pública", cuyo patrimonio quedó sepultado en el Convento San Agustín debido al terremoto de 1861, dotándola de un loca destinado exclusivamente para su uso, emplazándola en su actual localización: Avenida San Martín 1843 de ciudad capital de Mendoza. Además, decidió cambiarle la denominación  por la de "Biblioteca Pública General San Martín", en honor a quien fuera uno de los principales promotores y socio fundador de la misma a inicios de la década del 20 quien por entonces donó una importante cantidad de libros de su biblioteca personal.

## Homenajes
En la actualidad una de las avenidas principales de la Ciudad de Mendoza, lleva su nombre. Así también en honor a su aporte a la educación, una de las escuelas más antiguas con más de un siglo de existencia, ubicada en el barrio cívico de la capital provincial, la Escuela 1-042 Arístides Villanueva.